# اچ‌ام‌اس هاورشام (ام۲۶۳۵)
اچ‌ام‌اس هاورشام (ام۲۶۳۵) (به انگلیسی: HMS Haversham (M2635)) یک کشتی بود که طول آن ۱۰۰ فوت (۳۰ متر) بود. این کشتی در سال ۱۹۵۴ ساخته شد.